# Haar
Haar è un comune tedesco di 19 879 abitanti, situato nel land della Baviera. È un sobborgo orientale di Monaco di Baviera.
Il comune è gemellato, dal 1983, con il comune di Valle Aurina (Ahrntal) in provincia di Bolzano, Italia.
Il comune è costituito da 5 centri abitati: 
- Haar
- Eglfing
- Gronsdorf
- Ottendichl
- Salmdorf